# Goki Tajima
Goki Tajima (en japonés: 田嶋剛希, Tajima Goki; 27 de julio de 1997) es un deportista japonés que compite en judo. Ganó dos medallas en el Campeonato Mundial de Judo, en los años 2024 y 2025, ambas en la categoría de –90 kg.

## Palmarés internacional
| Campeonato Mundial | Campeonato Mundial | Campeonato Mundial | Campeonato Mundial |
| Año                | Lugar              | Medalla            | Categoría          |
| ------------------ | ------------------ | ------------------ | ------------------ |
| 2024               | Abu Dabi (EAU)     | Medalla de oro     | –90 kg             |
| 2025               | Budapest (Hungría) | Medalla de plata   | –90 kg             |